# Os Presidentes (Columbano)
Os Presidentes de Columbano Bordalo Pinheiro são um conjunto de três pinturas a óleo com o retrato de três Presidentes da República Portuguesa, sendo eles Manuel de Arriaga, Teófilo Braga e Manuel Teixeira Gomes.
Estes retratos constituem os retratos oficiais dos três presidentes, fazendo parte da Galeria de Retratos Oficiais dos Presidentes da República Portuguesa que se encontra no Museu da Presidência da República.
Logo após a implantação da República em 1910, Columbano Bordalo Pinheiro (1857-1929), republicano convicto, viria a realizar o retrato dos dois primeiros presidentes da República no exercício do cargo, concretamente o de Manuel de Arriaga, em 1914, e de Teófilo Braga, em 1917, tendo mais tarde, em 1925, realizado um segundo retrato de Manuel Teixeira Gomes, que viria a ser o último dos presidentes da chamada Primeira República (1910-1926). Todos os três Presidentes retratados eram amigos do pintor e intelectuais prestigiados. 
A escolha de Columbano para a realização destas pinturas terá sido ideológica, derivada da sua inclinação republicana, e ética, sendo ele, desde 1880, o mais ilustre retratista da intelectualidade portuguesa (escritores, poetas, artistas de teatro) do seu tempo, mas também pela amizade que o ligava aos três Presidentes. Por outro lado, desempenhava desde 1914 o cargo de director do Museu Nacional de Arte Contemporânea, sendo, simultaneamente, professor de Pintura de História da Academia Nacional de Belas-Artes o que lhe conferia responsabilidade institucional. Era, indiscutivelmente, um acérrimo defensor dos valores estéticos oitocentistas, opondo-se aos esforços de modernidade que jovens artistas, como Fernando Pessoa e de José de Almada Negreiros, procuravam difundir a partir do palco que era então o café A Brazileira (Lisboa).

## Retrato de Manuel de Arriaga
Retrato de Manuel de Arriaga é uma pintura a óleo sobre tela do pintor naturalista português Columbano Bordalo Pinheiro (1857-1929) datada de 1914 e conservada no Museu da Presidência da República em Lisboa, constituindo o retrato oficial deste primeiro presidente da República Portuguesa.
O Retrato de Manuel de Arriaga demonstra a plena adequação da obra à finalidade da encomenda: é uma obra austera que nos mostra o homem para quem a assunção do cargo não fora um destino mas um compromisso ético para com o país. Columbano aplica, como usualmente, uma reduzida paleta cromática, sobretudo os castanhos e os negros, concentrando a luz difusa no rosto que dirige ao espetador, numa atitude de à vontade no cargo ocupado, mas engrandecida pelo aparato discreto da cadeira presidencial. Assim, estava encontrado o modelo estético para a galeria que ali se iniciava, pondo a estética de uma pintura tradicionalista ao serviço da jovem República, que como artista sempre procurou defender e ajudar a consolidar.
Manuel de Arriaga, tal como mais tarde Bernardino Machado, Manuel Teixeira Gomes e Mário Soares nos respectivos retratos oficiais como Presidentes da República, aparece sentado na Cadeira dos Leões que se julga da autoria de um artista de mobiliário chamado Pierre Dejante, cadeira que terá sido executada inicialmente para o rei D. Pedro V, em 1858.

## Retrato de Teófilo Braga
Retrato de Teófilo Braga é uma pintura a óleo sobre tela de Columbano Bordalo Pinheiro datada de 1917 e conservada no Museu da Presidência da República em Lisboa, constituindo o retrato oficial do segundo presidente da República Portuguesa.
No Retrato de Teófilo Braga (1917), Columbano alterou profundamente a ambiência em que coloca o retratado, comparativamente ao do anterior Presidente. Fosse por exigência ou sugestão do retratado – um dos mais ilustres intelectuais portugueses de então – o aparato oficial desapareceu e o que nos é proposto é o professor, ladeado dos seus livros, num ambiente de trabalho particular. Teófilo é-nos apresentado como frágil, quase angustiado e contraído. O pintor, com a mestria usual, nos timbres de castanhos do vestuário e na mancha difusa do fundo, dinamiza a cena através da combinação da mesa de trabalho e dos livros, em que as cores pálidas definem um ambiente recatado. A figura do retratado está deslocada para um dos lados, desocupando o centro da tela, facto que contribui para a fragilização do mesmo: a cabeça e as mãos formam um significativo triângulo expressivo, mas por não ocuparem os eixos fundamentais da composição, levam o espectador a distrair-se na simbologia dos adereços que adquirem um peso igual ao da figura. Para o Museu da Presidência, este facto, reforçado com a notável qualidade da pintura, fazem deste retrato a obra mais qualificada da Galeria de Presidentes, cujo anti-convencionalismo só voltará a encontrar-se no Retrato de Mário Soares de Júlio Pomar.
Columbano já conhecia Teófilo Braga (1843-1924) pelo menos desde 1880, quando participou nos festejos do Tricentenário da morte de Camões, em Junho de 1880. Em 1910, quando da questão da bandeira republicana, sendo Teófilo presidente do Governo Provisório, Columbano fez parte da Comissão que desenhou a nova bandeira verde e vermelha, cores que Teófilo Braga defendia contra a vontade de Guerra Junqueiro, que desejava manter o azul e o branco que vinham do tempo da monarquia.
De acordo com Raul Brandão, o «retrato de Teófilo feito pelo Columbano é uma figura dramática (…) «Sempre agarrado aos seus livros, às suas ideias, à sua obra (…), aos seus princípios, atinge o tamanho e a majestade duma árvore secular»
Por sua vez, Vital Fontes, mordomo do Palácio de Belém, recordava Teófilo Braga também como alguém que estava mais seguro entre os seus livros. Mesmo durante o Governo Provisório, exclamou: «Se ao menos tivesse aqui os meus livros! Se pudesse trabalhar nas minhas coisas!». No segundo mandato, isto é, dois anos antes do retrato feito por Columbano, era ainda nos livros que pensava: «(…) andava cada vez mais alheado de tudo, mais simples, mais modesto, sentindo mais saüdades dos seus livros, tantas, que algumas vezes aparecia com êles debaixo do braço, e para ali ficava, a lê-los, e a tomar apontamentos».

## Retrato de Manuel Teixeira Gomes
Retrato de Manuel Teixeira Gomes é uma pintura a óleo sobre tela de Columbano Bordalo Pinheiro datada de 1925 e conservada no Museu da Presidência da República em Lisboa, constituindo o retrato oficial do último presidente da chamada Primeira República Portuguesa.
O Retrato de Manuel Teixeira Gomes (1925) apresenta a qualidade dos bons retratos de Columbano mas fica aquém do Retrato que pintara em 1911 (e que faz parte da coleção do Museu do Chiado), quando o retratado era apenas um homem de cultura cosmopolita, escritor de relevo e coleccionador apaixonado de peças artísticas de diversa índole. Em 1925, enquanto Presidente da República, Teixeira Gomes apresenta-se envelhecido e, talvez já intimamente desistente pois viria a demitir-se do seu cargo no final desse ano. Columbano, que foi seu grande amigo, capta-lhe essa espécie de abstração, iludida pela presença dos objectos de arte que o ladeiam.
Manuel Teixeira Gomes tomara posse como Presidente da República em 1923 tendo o seu mandato sido marcado pela instabilidade governativa e por falta de convergência das várias facções parlamentares. Por diversas vezes tenta chamar Afonso Costa para a chefia do Governo, sem o conseguir. Em 1925, desiludido com a política, demite-se do cargo, abandona a presidência da República e embarca no cargueiro holandês Zeus com rumo ao Norte de África exilando-se voluntariamente.